# 크리스토필로스 효과
크리스토필로스 효과(영어: Christofilos effect)는 때때로 아거스 효과로도 알려져 있으며, 핵무기로 인해 발생한 전자가 지구 자기장에 갇히는 현상을 의미한다. 이 현상은 1957년 니콜라스 크리스토필로스에 의해 처음 예측되었는데, 그는 이 효과가 핵전쟁에서 방어적인 잠재력을 가질 수 있다고 제안했다. 너무 많은 베타 입자가 갇히게 되면 그 지역을 통과하는 탄두가 거대한 전류를 경험하여 기폭 전자장치를 파괴할 것이라고 보았다. 몇 개의 아군 탄두가 적의 공격을 방해할 수 있다는 개념은 매우 유망하여, 1958년 말 모라토리엄이 발효되기 전에 미국은 일련의 새로운 핵 실험을 서둘러 진행했다. 이 실험들은 이 효과가 예측만큼 강하지 않으며 탄두를 손상시킬 정도는 아니라는 것을 보여주었다. 그러나 이 효과는 레이더 시스템을 무력화하고 인공위성을 비활성화할 만큼 충분히 강하다.

## 개념

### 핵폭발로 인한 전자
핵폭발로 방출되는 에너지의 유형 중에는 다수의 베타 입자, 즉 고에너지 전자가 포함된다. 이들은 주로 핵분열 폭탄 잔해 내에서 발생하는 베타 붕괴의 결과이며, 대부분의 설계에서 전체 폭발력의 약 50%를 차지한다.
전자는 전하를 띠기 때문에 고속으로 지나갈 때 주변 원자에 전류를 유도한다. 이로 인해 원자는 이온화되고 베타 입자는 속도가 느려진다. 낮은 대기에서는 이 반응이 너무 강력하여 베타 입자가 최대 수십 미터 이내에서 열속도로 느려진다. 이는 일반적인 핵폭발 화구 내에 해당하므로 효과가 너무 작아 관찰하기 어렵다.
고고도에서는 대기 밀도가 훨씬 낮기 때문에 전자가 장거리를 자유롭게 이동할 수 있다. 전자는 베타 붕괴로 생성된 양성자에 다시 포획되지 않을 만큼 충분한 에너지를 가지고 있으므로 이론적으로는 무기한 지속될 수 있다.

### 거울 효과

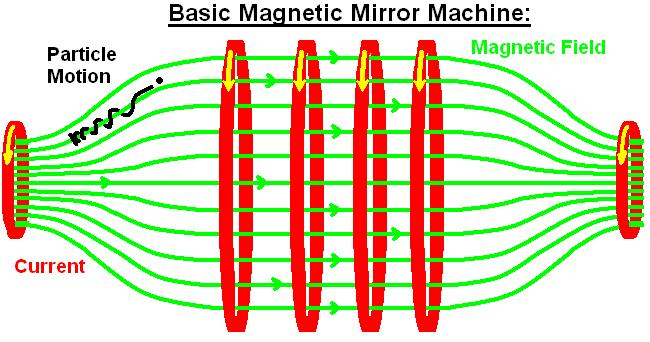
전하를 띤 입자(검은색)는 자기장 선(녹색 선) 주변을 자연스럽게 공전한다. 거울에서는 끝부분의 강한 자기장이 입자의 속도를 늦추고 선을 따라 움직이는 방향을 반전시킨다.

1951년, 핵융합 에너지 연구의 첫 물결의 일환으로 로렌스 리버모어 국립 연구소("리버모어") 연구원인 리처드 F. 포스트는 자기 거울 개념을 도입했다. 자기 거울은 겉보기에는 간단한 장치로, 주로 핵융합 연료를 담는 원통형 진공 챔버와 그 주위에 감겨 변형된 솔레노이드를 형성하는 전자석으로 구성된다.
솔레노이드는 일반적으로 중심 축을 따라 선형 자기장을 생성하며, 이 경우 진공 챔버의 중앙을 따라 형성된다. 전하를 띤 입자가 자기장 안에 놓이면 자기장 선 주위를 공전하게 되는데, 이로 인해 측면으로 이동하여 챔버 벽에 부딪히는 것을 막는다. 일반적인 솔레노이드에서는 입자가 선을 따라 자유롭게 이동하여 끝부분으로 탈출할 수 있다. 포스트의 통찰력은 전자석을 챔버 중앙보다 끝부분에서 자기장이 더 강하게 감는 방식이었고, 입자가 끝부분으로 흐를 때 이 강한 자기장이 자기력선을 모으고, 그 결과로 구부러진 자기장이 입자를 "반사"시켜 거울이라는 이름이 붙게 되었다.
완벽한 자기 거울에서 연료 입자는 앞뒤로 튕겨 다니며 끝에 도달하거나 실린더 측면에 닿지 않는다. 그러나 이론적으로도 완벽한 거울은 없으며, 항상 "손실 원뿔"을 통해 끝부분으로 흘러나갈 수 있는 올바른 에너지와 궤적을 가진 입자 집단이 존재한다. 이는 자기 거울을 본질적으로 누출이 있는 시스템으로 만들지만, 초기 계산에서는 누출률이 낮아서 여전히 핵융합로를 생산하는 데 사용할 수 있다고 제안했다.

### 크리스토필로스 효과

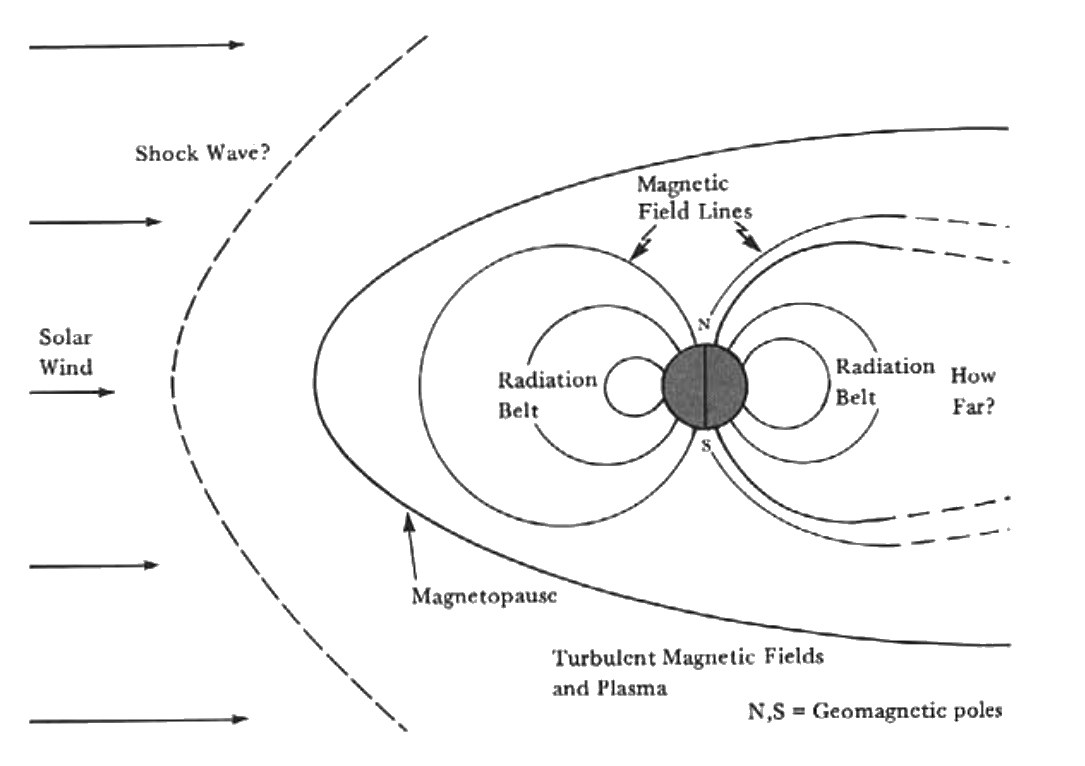
1962년 초에 시각화된 자기권. 극지방 근처에서 지구 자기장은 밀도가 높아져 자연적인 자기 거울을 형성한다. 이 이미지는 당시 자기장 전체 모양에 대한 지식 부족을 반영한다.

지구 자기장(지자기)의 모양은 자기 거울과 유사하다. 자기장은 적도 위로 부풀어 오르다가 지자기극에 가까워지면서 좁아진다. 따라서 이러한 자기장은 포스트의 거울과 동일한 방식으로 전하를 띤 입자를 반사할 것이다. 이것은 새로운 발견이 아니었다. 이미 오로라 형성에 대한 근본적인 기초로 오랫동안 이해되어 왔다. 오로라의 경우, 태양풍 입자는 자기력선 주위를 공전하기 시작하여 극지방 사이를 앞뒤로 튕겨 다닌다. 매 통과 시마다 일부 입자는 거울 지점을 지나 누출되어 대기와 상호 작용하여 공기를 이온화하고 빛을 발생시킨다.
핵분열 사건으로 방출되는 전자는 일반적으로 1에서 2 MeV 범위에 있다. 처음에는 이들이 대기권 높은 곳에서 거울 반사에 영향을 받아 대기 원자와 반응할 가능성이 적고 한동안 앞뒤로 반사될 수 있다. 북극에서 남극으로, 다시 돌아오는 완전한 "궤도"를 고려할 때, 전자는 속도가 느려지고 반전되는 지점이기 때문에 거울 영역에서 더 많은 시간을 보낸다. 이는 거울 지점에서 전자 밀도를 증가시킨다. 이 영역에서 움직이는 전자에 의해 생성된 자기장은 지자기장과 상호 작용하여 거울 지점이 대기 속으로 아래로 내려가게 만든다. 여기서 전자는 대기 밀도가 빠르게 증가함에 따라 더 많은 상호 작용을 겪는다. 이러한 상호 작용은 전자의 속도를 늦춰 자기장을 덜 생성하게 하여 고도 약 110 km의 상층 대기에서 평형점에 도달하게 한다.
이를 공기 밀도 계산의 평균 고도로 사용하면 대기와의 상호 작용률을 계산할 수 있었다. 수치를 계산해보니, 전자의 평균 수명은 2.8일 정도가 될 것으로 보였다.

### 예시
일례로 크리스토필로스는 1 메가톤 폭탄의 폭발을 고려했다. 이 폭발은 1026개의 핵분열 사건을 일으키며, 이는 다시 핵분열당 4개의 전자를 생성한다. 고려되는 거울 지점의 경우, 거의 모든 베타 입자가 대략 위 또는 아래로 이동하면 포획될 것으로 예상되었으며, 그는 그 중 약 절반인 2×1026개의 전자가 자기장에 갇힐 것으로 추정했다. 지구 자기장의 모양과 오른손 법칙의 결과로 전자는 동쪽으로 표류하며 결국 지구 전체를 둘러싸는 껍질을 형성할 것이다.
전자가 고르게 퍼져 있다고 가정하면 입방 센티미터당 0.2개의 전자 밀도가 생성될 것이다. 전자는 빠르게 움직이므로 자기장 내의 어떤 물체도 제곱 센티미터당 초당 약 1.5×109개의 전자 충격을 받게 될 것이다. 이러한 충격으로 전자의 속도가 느려지는데, 이는 제동 복사를 통해 물체에 방사선을 방출한다. 제동 복사의 속도는 재료의 상대 원자 질량, 즉 Z에 따라 달라진다. 평균 Z가 10인 물체의 경우, 결과적인 선속은 시간당 약 100 뢴트겐이며, 이는 반수 치사량인 약 450에 비해 높은 수치이다. 크리스토필로스는 이것이 우주 여행자와 그들의 전자 장비에 상당한 위험이 될 것이라고 언급했다.
ICBM의 재진입체(RV)가 목표에 접근할 때, 이들은 약 8 km/s 또는 28000 km/h의 속도로 이동한다. 전자가 가장 밀집한 거울층을 통과하는 RV는 약 10초 동안 전기장 내에 있을 것이다. 탄두의 고속 때문에, 명백한 전압 스파이크는 금속 부품에 엄청난 전류를 유도할 것이다. 이는 기체를 녹일 만큼 높을 수도 있지만, 더 현실적으로는 기폭 또는 유도 메커니즘을 파괴할 수 있다.
자기장의 밀도는 거울점에서 가장 크며, 특정 폭발에 대해 항상 두 개의 거울점이 존재하는데, 이를 자기 켤레점이라고 부른다. 폭발은 이 두 지점 중 한 곳에서 발생할 수 있으며, 자기장이 작용하여 다른 지점에도 집중된다. 크리스토필로스는 미국 대륙의 대부분 지역에 대한 켤레점이 남태평양, 칠레 서쪽 먼 곳에 있어 그러한 폭발이 눈에 띄지 않을 것이라고 언급했다. 따라서 이러한 폭탄을 해당 위치에서 일련으로 폭발시키면 미국 상공에 거대한 방사선대가 형성되어 소련의 공격 탄두를 무력화할 수 있을 것이라고 보았다.
군사 기획자들에게 추가적인 관심사였던 것은 이 효과를 공격용 무기로 사용할 가능성이었다. 미군이 소련을 공격하는 경우, 남부 켤레점은 일반적으로 인도양에 있어 소련의 조기 경보 레이더에 감지되지 않을 것이다. 일련의 폭발은 러시아 상공에 대규모 레이더 차단을 야기하여 경고 없이 탄도탄 요격 미사일(ABM) 시스템을 저하시킬 수 있었다. 이러한 효과가 최대 5분 동안 지속될 것으로 예상되었는데, 이는 러시아의 가시선 레이더가 탄두를 감지하는 데 필요한 시간과 거의 같으므로, 공격 시간을 신중하게 조절하면 ABM 시스템을 무용지물로 만들 수 있었다.

## 역사

### 배경
크리스토필로스는 추축국 점령기의 그리스에서 할 일이 많지 않을 때 엘리베이터 회사에서 과학 학술지 기사를 읽으며 물리학 경력을 시작했다. 전후 그는 엘리베이터 수리 서비스를 시작했고, 그 동안 오늘날 강집중으로 알려진 개념을 개발하기 시작했는데, 이는 입자 가속기 역사에서 핵심적인 발전이었다. 1949년 그는 이 아이디어를 설명하는 편지를 버클리 연구소에 보냈지만, 그들은 사소한 오류를 발견한 후 이를 거부했다. 1952년, 이 아이디어는 브룩헤이븐 국립연구소에서 독립적으로 개발되어 해당 주제에 대한 논문이 발표되었다. 그들이 아이디어를 훔쳤다고 확신한 크리스토필로스는 미국으로 건너가 브룩헤이븐에서 일자리를 얻는 데 성공했다.
크리스토필로스는 곧 입자 가속기 설계보다 핵융합 노력에 더 관심을 갖게 되었다. 당시 미국 프로그램에서는 자기 거울, 스텔라레이터, 그리고 Z-핀치라는 세 가지 주요 설계가 활발히 연구되고 있었다. 자기 거울은 본질적인 누출성, 즉 개방된 자기력선의 부작용으로 인해 종종 부정적으로 평가되었다. 크리스토필로스는 이 문제를 해결하기 위해 아스트론으로 알려진 새로운 개념을 개발했다. 이는 전통적인 거울 영역 외부에 전자를 주입하는 관련 입자 가속기가 있는 거울로 구성되었다. 전자의 빠른 움직임은 두 번째 자기장을 형성하여 전자석의 자기장과 혼합되어 결과적인 순 자기장을 "닫히게" 하여 거울의 가장 큰 문제를 해결했다.

### 스푸트니크와 익스플로러
같은 시기에 미국은 국제 지구물리 관측년(IGY)의 일환으로 익스플로러 1호 위성을 사용하여 예상되는 전하층의 존재를 직접 시험할 계획을 세우고 있었다. 익스플로러가 발사되기 전, 소련은 1957년 10월 스푸트니크 1호를 발사하여 모두를 놀라게 했다. 이 사건은 미국 방위계에 거의 공황 상태를 야기했고, 많은 이들은 소련이 극복할 수 없는 과학적 우위를 달성했다고 결론 내렸다.
소련의 발전에 대해 우려했던 사람들 중에는 크리스토필로스가 있었는데, 그는 같은 달 내부 메모로 자신의 아이디어를 발표했다. 1958년 1월 익스플로러가 발사되자, 이는 밴 앨런대로 알려지게 된 존재를 확인해주었다. 이는 일부 사람들이 밴 앨런대가 태양 입자 때문이 아니라 크리스토필로스 개념에 대한 소련의 비밀 고고도 핵 실험 때문이라고 결론 내리면서 국방 기관 내에 새로운 공황을 야기했다.

### 계획 시작
크리스토필로스의 아이디어는 즉시 엄청난 관심을 불러일으켰다. 만약 이 개념이 실제로 효과가 있다면, 미국은 소련의 ICBM 함대를 무용지물로 만들 수 있는 "마법의 탄환"을 갖게 될 것이었다. 1958년 2월, 새로 설립된 대통령 과학 자문 위원회(PSAC) 의장인 제임스 라인 킬리언은 이 개념을 탐구하기 위해 리버모어에서 실무 그룹을 소집했다. 이 그룹은 기본 개념은 타당하지만, 많은 실제적인 문제들은 고고도에서의 폭발을 통한 직접적인 시험으로만 해결될 수 있다는 데 동의했다.
그때까지 1958년 핵실험 시리즈인 하드택 I 작전의 계획은 거의 완료 단계였다. 여기에는 남태평양 실험장에서 발사된 몇 차례의 고고도 폭발이 포함되었다. 이들은 적도와 비교적 가까웠기 때문에, 자기장을 위한 적절한 주입 지점은 샷 티크의 75 km보다 훨씬 높은 고도에 있었다. 이는 크리스토필로스 효과를 시험하는 데 있어 이 폭발들의 유용성을 제한할 것이었다. 효과를 시험하기 위한 새로운 폭발 시리즈가 필요했다.
계획 과정의 시급성을 더했던 것은 미국과 소련 간에 부분적 핵실험 금지 조약으로 발전하게 될 제네바 협상이 진행 중이었다는 점이다. 당시에는 1958년 북반구 가을에 핵실험 금지가 발효될 것처럼 보였다. 소련은 협상이 진행 중인 동안 미국이 고고도 실험을 시작하면 부정적으로 반응할 것이었다. 계획자들은 1958년 9월 1일까지 실험을 완료하는 임무를 부여받았다.
스푸트니크의 발사는 또한 1958년 2월 방위고등연구계획국(ARPA)의 설립으로 이어졌는데, 처음에는 다양한 미국 미사일 개발 프로젝트를 중앙 집중화하는 임무를 가졌다. 그들의 헌장은 곧 일반적인 방어, 특히 스푸트니크가 실제 가능성임을 분명히 한 미사일 공격에 대한 방어 문제를 고려하도록 확장되었다. ARPA의 과학 이사인 허버트 요크는 "현재 충분한 관심을 받지 못하는 문제들을 식별하기 위한" "프로젝트 137"이라는 이름으로 블루리본 위원회를 구성했다. 물리학계의 저명인사 22명으로 구성된 이 위원회는 블랙홀이라는 용어를 대중화한 존 아치볼드 휠러가 의장을 맡았다.
요크는 아이젠하워 대통령에게 크리스토필로스 개념을 브리핑했고, 1958년 3월 6일 별도의 실험 시리즈를 진행해도 좋다는 승인을 받았다. 다음 두 달 동안 집중적인 계획이 진행되었다. 크리스토필로스는 Q 보안 허가가 없어 계획에 참여할 수 없었다. 그럼에도 불구하고 프로젝트 137 그룹은 1958년 7월 14일 포트 맥네어에서 크리스토필로스가 그들과 만나 계획에 대해 논의하도록 주선했다.

### 시험
9월 기한을 맞추기 위해 무기와 장비는 가능한 한 기존 재고에서 조달해야 했다. 그 결과 유일하게 적합한 발사기는 재진입 시험을 위해 생산 중이었고 일정 수량 확보 가능했던 록히드 X-17이었다. 불행히도 X-17의 제한된 고도 능력은 시험장 상공의 남태평양에서 거울 지점에 도달하는 데 필요한 고도에 도달할 수 없다는 것을 의미했다. X-17이 쉽게 도달할 수 있을 만큼 자기장이 낮은 유일한 지역은 남대서양 변칙 지점이었는데, 이곳에서 밴 앨런대가 200km까지 낮아진다.
시험 계획은 보통 1년 이상이 걸렸기 때문에 시험은 일반적으로 "시리즈"로 밀접하게 진행되었다. 이와 달리 아거스 작전 시험은 1958년 3월 6일 대통령의 초기 승인부터 실제 시험까지 단 5개월 만에 진행되었다. 다른 여러 최초의 사례 중에서도 이 시험은 시작부터 완료 후까지 완전히 비밀로 유지되었고, 해상 선박에서 발사된 최초의 탄도 미사일 시험이었으며, 대서양에서 유일한 대기권 핵 시험 작전이었다. 최종 계획은 1958년 5월 1일 대통령의 승인을 받았다.
효과를 측정하기 위해 익스플로러 4호와 익스플로러 5호가 8월에 발사되었지만, 4호만이 궤도에 진입했다. 아거스 작전은 1958년 8월 말과 9월 초에 수행되었다. 480 km 고도에서 남대서양 상공에서 3개의 저위력 핵폭탄이 폭발했다. 폭탄은 크리스토필로스가 예측한 대로 행동하는 전하 입자를 방출하여 자기력선을 따라 갇혔다. 북쪽과 남쪽으로 충분히 대기권에 진입한 입자들은 작은 자기 폭풍을 일으켰다.

### 결과
이 실험들은 이 효과를 방어 시스템으로 사용하는 것이 작동하지 않는다는 것을 보여주었다. 그러나 효과 부족에 대한 정확한 세부 사항은 현재 이용 가능한 출처에 없다. 대부분의 참고 문헌은 이 효과가 유용할 만큼 오래 지속되지 않았다고 언급하며, ARPA 보고서는 "빠르게 소멸"되어 대탄두 시스템으로서 가치가 거의 없을 것이라고 결론 내렸다. 그러나 다른 출처는 마지막 실험에서 효과가 6일 이상 지속되었다고 명시하고 있다.

### 대중에 공개
1958년 6월 말, 뉴욕 타임스의 퓰리처상 수상 군사 특파원인 핸슨 볼드윈은 미국의 주요 군사 작전에 대한 흥미로운 정보를 얻었다. 현재 이 정보는 제임스 밴앨런이 운영하는 아이오와 대학교 연구실에서 유출된 것으로 여겨지는데, 이 연구실은 이 기간 내내 ARPA와 아거스 작전에 대해 협력하고 있었다. 볼드윈은 그의 과학 기자 동료인 월터 설리번에게 이 문제에 대해 물었다. 설리번은 IGY 로켓 및 위성 패널 의장인 리처드 포터에게 말했고, 포터는 볼드윈이 얼마나 많은 정보를 알아냈는지에 "경악"했다. 한 시간 후, 설리번은 ARPA로부터 전화 한 통을 받았는데, 실험이 완료될 때까지 기사를 보류해달라는 요청이었다.
연말에 시험이 끝나고 개념이 대부분 포기되면서 크리스토필로스는 1958년 10월 미국 물리학회 회의에서 이 개념에 대해 공개적으로 이야기할 수 있었지만, 원자 폭탄이 방사선을 생성하는 데 사용될 것이라는 세부 사항만은 언급하지 않았다. 12월 미국 과학 진흥 협회 회의에서 설리번은 "지구 방사선대의 인공적 변형"이라는 제목의 논문이 출판 준비 중이라는 소식을 들었다. 설리번과 볼드윈은 그들의 "특종"을 놓치게 될 것이라는 것을 깨달았고, 그래서 설리번은 다른 기자들도 이 시험에 대해 알게 되고 있다는 것이 분명했기 때문에 요크에게 승인을 요청하는 편지를 썼다. 요크는 대통령 과학 자문 위원회(PSAC) 의장인 제임스 킬리언과 이 문제를 논의했고, 킬리언은 밴 앨런도 출판 권한을 강하게 요구하고 있다고 덧붙였다.
설리번은 나중에 IGY 모니터링 스테이션에 전화하여 8월과 9월 동안의 오로라 기록에 대해 물어봄으로써 정보가 어쨌든 유출될 것이라는 점을 강조했다. 그는 알려진 태양 폭풍과 일치하지 않는 "매우 놀라운 사건"이 있었다는 말을 들었다. 그는 요크에게 또 다른 편지를 보내 프로젝트에 대한 힌트가 이미 공개되었으며 누군가 점을 연결하기만을 기다리고 있다고 언급했다. 요크는 그를 펜타곤으로 불러 다시 보류해달라고 요청했다. 설리번은 이것이 더 이상 군사적 필요 때문이 아니라 정치적인 이유라고 결론 내렸다. 핵실험 금지 협상이 진행 중이었고, 미국이 우주에서 새로운 시험을 수행했다는 소식이 갑자기 공개되면 심각한 문제가 될 것이었다. 설리번과 볼드윈은 다시 기사를 보류했다.
1959년 2월, 킬리언은 뉴욕에서 연설을 하고 있었다. 설리번이 참석하여 연설이 끝날 때 그에게 편지를 건넸다. 두 사람은 자리에 앉았고 킬리언은 편지를 읽었다. 편지에는 시험에 대한 정보가 점점 더 많이 유출되고 있으며, 타임스가 펜타곤의 승인을 끈기 있게 기다리고 있었지만 승인이 나오지 않는다는 사실이 명시되어 있었다. 한편, 프로젝트에 참여한 과학자들은 데이터 출판에 대해 점점 더 목소리를 높였고, 2월 말 회의에서는 논쟁이 벌어졌다. PSAC 회의에서 킬리언은 마침내 미국국립과학원 4월 회의에서 데이터를 공개하기로 동의했지만, 타임스에는 여전히 알리지 않았다.
볼드윈과 설리번은 더 이상 참을 수 없었다. 그들은 타임스 최고 경영진인 발행인 아서 헤이스 설즈버거, 사장 오르빌 이 드라이푸스, 편집장 터너 캐틀리지에게 갔고, 이들은 출판을 승인했다. 1959년 3월 18일, 설리번은 킬리언에게 전화하려다 비서와 통화했고, 볼드윈은 ARPA 국장 로이 존슨과 통화했다. 두 사람은 그날 밤 기사를 썼고, 다시 기사를 취소할 전화가 오기를 기다렸다. 전화는 울리지 않았고 기사는 다음 날 출판되었다.

### 진행 중인 우려
2008년, 과학 작가 마크 울버튼은 크리스토필로스 효과를 위성을 무력화하는 방법으로 사용하는 것에 대한 지속적인 우려를 언급했다.

## 같이 보기
- 아거스 작전
- 피시볼 작전
- 우주 조약
- 소련 K 프로젝트 핵실험
- 스타피시 프라임
- 밴 앨런대
- 인공 방사선대 목록
- 니콜라스 크리스토필로스

## 내용주
1. ↑  금속으로 만들어진 물체에는 낮아 보일 수 있지만, 우주 캡슐은 대부분 내부가 열린 공간이다.
2. ↑  크리스토필로스의 1959년 논문은 이 주제를 우주 안전 측면에서 다루고 있다. 방사선장 문제를 언급했지만, 탄두에 미치는 전기적 효과는 무시한다.

### 인용
1. 1 2  Garvin & Bethe 1968, 29쪽.
2. 1 2  Jones 1982, 12–13쪽.
3. ↑  Jones 1982, 13쪽.
4. 1 2  Post 1987, 2쪽.
5. ↑  Post 1987, 7쪽.
6. ↑  Booth, William (1987). 《Fusion's $372-Million Mothball》. 《사이언스》 238. 152–155쪽. Bibcode:1987Sci...238..152B. doi:10.1126/science.238.4824.152. PMID 17800453.
7. ↑  Christofilos 1959, 869쪽.
8. ↑  Glasstone & Dolan 1977, 77쪽.
9. 1 2 3 4  Christofilos 1959, 870쪽.
10. 1 2 3 4 5 6 7  Jacobsen 2015.
11. 1 2  Jones 1982, 16쪽.
12. ↑  Jones 1982, 14쪽.
13. ↑  Foster, J. S.; Fowler, T. K.; Mills, F. E. (1973). 《Nicholas C. Christofilos (obituary)》. 《피직스 투데이》 26. 109–115쪽. Bibcode:1973PhT....26a.109F. doi:10.1063/1.3127921. S2CID 121637112.
14. ↑  Christofilos, Nicholas (September 1958). 《Astron Thermonuclear Reactor》 (PDF). 2nd General Conference of the International Atomic Energy Agency.
15. 1 2  Van Allen, James A.; McIlwain, Carl E.; Ludwig, George H. (1959년 8월 15일). 《Satellite Observations of Electrons Artificially Injected into the Geomagnetic Field》. 《Proceedings of the National Academy of Sciences》 (PDF) 45. 1152–1171쪽. Bibcode:1959PNAS...45.1152V. doi:10.1073/pnas.45.8.1152. JSTOR 90137. PMC 222697.
16. 1 2 3 4 5 6  Wolverton 2008.
17. 1 2  Jones 1982, 17쪽.
18. ↑  Jones 1982, 17쪽.
19. 1 2  Jones 1982, 18쪽.
20. ↑  Jones 1982, 19쪽.
21. ↑  Jones 1982, 11쪽.
22. 1 2  Jones 1982, 22쪽.
23. ↑  Kalic, Sean (2012). 《US Presidents and the Militarization of Space, 1946–1967》. 텍사스 A&M 대학교 출판부. 56쪽. ISBN 978-1603446914.
24. 1 2 3 4 5  Wolverton 2018.

### 일반 참고문헌
- Christofilos, Nicholas (August 1959). 《The Argus Experiment》. 《Journal of Geophysical Research》 64. 869–875쪽. Bibcode:1959JGR....64..869C. doi:10.1029/JZ064i008p00869.
- Post, Richard (1987년 8월 10일). 《Magnetic Mirror Fusion Systems》 (기술 보고서).
- Jones, C.B. (1982년 4월 30일). 《Operation Argus 1958》 (PDF) (기술 보고서). 국방위협감소국. 2021년 12월 13일에 원본 문서 (PDF)에서 보존된 문서.
- Glasstone, Samuel; Dolan, Philip (1977). 《The Effects of Nuclear Weapons》 (PDF). 미국 국방부.
- Neufeld, Michael (2008). 《Von Braun: Dreamer of Space, Engineer of War》. 빈티지 북스. ISBN 9780307389374.
- Jacobsen, Annie (2015). 《The Pentagon's Brain》. 리틀, 브라운 앤드 컴퍼니. ISBN 9780316371650.
- Garvin, Richard; Bethe, Hans (March 1968). 《Anti-Ballistic-Missile Systems》 (PDF). 《사이언티픽 아메리칸》 218. 21–31쪽. Bibcode:1968SciAm.218c..21G. doi:10.1038/scientificamerican0368-21. 2014년 12월 13일에 확인함.
- Wolverton, Mark (May 2008). “Oldies and Oddities: Homebuilt Radiation Belt”. 《에어 앤 스페이스》.
- Wolverton, Mark (2018년 11월 24일). “How the World Learned About the Pentagon's Sky-High Nuclear Testing”. 《디 애틀랜틱》.